# پولمن (واشینگتن)
پولمن (به انگلیسی: Pullman) شهری در شهرستان ویتمن ایالت واشینگتن است که در سرشماری سال ۲۰۱۰ میلادی، ۲۹۷۹۹ نفر جمعیت داشته‌است تخمین زده می‌شد که جمعیت این شهر تا سال ۲۰۱۹ به ۳۴۵۰۶ نفر برسد.
پولمن (/ˈpʊlmən/) بزرگ‌ترین شهر در شهرستان ویتمن است که در جنوب شرقی ایالت واشینگتن در منطقه Palouse در شمال غربی اقیانوس آرام واقع شده‌است. این شهر که در ابتدا با نام Three Forks تأسیس شد، در سال ۱۸۸۴ به نام صنعتگر جورج پولمن تغییر نام داد.
پولمن به‌عنوان یک منطقه کشاورزی حاصل‌خیز شناخته می‌شود که به دلیل تپه‌های غلتان و تولید گندم و حبوبات شناخته می‌شود. این شهر محل دانشگاه ایالتی واشینگتن، یک دانشگاه تحقیقاتی دولتی با اعطای زمین، و دفتر مرکزی بین‌المللی آزمایشگاه‌های مهندسی شوایتزر است. پولمن هشت مایل (۱۳ کیلومتر) از مسکو، آیداهو، محل دانشگاه آیداهو است و فرودگاه محلی پولمان، موسکو به آن خدمات رسانی می‌کند.